# Hossein Kalani

Hossein Kalani, o primeiro a contar da direito e Mehrab Shahrokhi com a taça na mão, após a primeira vitória na liga 1973

Hossein Kalani, em persa : حسین کلانی  (Teerã, 23 de janeiro de 1945- ) é um ex-futebolista iraniano.

## Carreira
Ele jogava na posição de avançado e jogou pelos clubes  Shahin, Persepolis, Paykan Tehran, Shahbaz e também pela Seleção Iraniana de Futebol. Ele é um dos nomes da  Hall of Fame do clube Persepolis e o clube agradeceu-lhe a sua exibição durante a sua carreira de seniores nesse clube. O clube ofereceu-lhe um busto seu e nomeou-o como um dos "12 jogadores do clube nos anos 70" .